# Sreten Sretenović
Sreten Sretenović (en serbe en écriture cyrillique : Сретен Сретеновић) est un footballeur serbe né le 15 janvier 1985 à Čačak en Yougoslavie (auj. en Serbie), qui évoluait au poste de défenseur central.

## Palmarès
- Champion de Serbie en 2013 avec le Partizan Belgrade.